# Харасахал Олександр Іванович
Олександр Іванович Харасахал (рос. Александр Иванович Харасахал; нар. 24 вересня 1962) — радянський та російський футболіст, виступав на позиції півзахисника та нападника, по завершенні кар'єри — тренер.

## Життєпис
Вихованець ДЮСШ (Жданов). З 1979 по 1980 роки грав за місцевий клуб «Новатор», за який провів 11 матчів та відзначився 1 голом. З 1983 року по 1991 рік грав за Амур з Комсомольська-на-Амурі. 3 квітня 1992 року в виїзному матчі 2-го туру чемпіонату Росії проти московського «Локомотива», вийшовши на заміну на 75-й хвилині замість Олега Гаріна в складі «Океану», дебютувавши у вищому ешелоні російського футболу. Той сезон догравав в «Амурі». З 1993 по 1995 рік грав за «Якутію». З 1998 по 2000 рік грав за аматорський клуб «Вікторія», в складі якого став триразовим володарем кубку Хабаровського краю. У 2001 році повернувся в «Зміну». У сезоні 2002 року став одним з найвіковіших футболістів другого дивізіону в зоні «Схід», вийшовши на останню гру першості у віці 40 років і 21 днів. Після закінчення ігрової кар'єри в 2004 році став одним з тренерів «Зміни». Надалі тренував «Дальбудіндустрію» і «Техас», організатор місцевих турнірів з футзалу та гравцем ветеранських команд.